# Шестивичест ровещ сцинк
Шестивичестите ровещи сцинкове (Scelotes sexlineatus) са вид дребни влечуги от семейство Сцинкови (Scincidae).
Разпространени са в песъчливи ксерични храстови биоми по западното крайбрежие на Южноафриканската република. Описани са за пръв път от американския палеонтолог Ричард Харлан през 1824 година. Видът има сравнително голям ареал с площ около 28 хиляди квадратни километра, в който е често срещан, и не е подложен на съществени заплахи, поради което се смята за незастрашен.